# أخيضر كاريبي
أخيضر كاريبي (الاسم العلمي:Vireo caribaeus) (بالإنجليزية: San Andres Vireo) هو نوع من الطيور يتبع جنس الأخيضر من الفصيلة الأخيضرية.